# 黃齊賢 (嘉靖進士)
黃齊賢（1505年—？），字汝思，浙江紹興府餘姚縣人，民籍，明朝政治人物。

## 生平
嘉靖七年（1528年）戊子科浙江鄉試第七十一名舉人。嘉靖十四年（1535年）中式乙未科會試第一百四十三名，登第三甲第一百一十五名進士。授江西永丰县知县，官至主事。

## 家族
曾祖黃璡；祖父黃敬；父黃仕，母葉氏。严侍下。弟京賢、立賢。